# Rupert Holmes
David Goldstein (n. Northwich, Cheshire, Inglaterra, 24 de febrero de 1947), conocido como Rupert Holmes, es un músico, cantante, compositor, escritor y autor británicoestadounidense de varias obras de teatro y novelas. Considerado como uno de los mejores cantantes y autores de su época. Sus mayores éxitos son: "Escape (The Piña Colada Song)" n°1 en el "Hot 100" y la canción pop "Him" n°6 en 1980. Fue ganador de dos premios Tony en 1985 por el musical Drood (originalmente llamada The Mistery of Edwin Drood) también su libro ganó en 2007 un Drama Desk Award, el cual fue escrito para el musical del Broadway Curtains y por su serie de televisión Remember WENN.

## Historia

### Primeros años
Nacido bajo el nombre de David Goldstein en Northwich. El padre de Rupert, Leonard Goldstein además de ser un oficial del ejército norteamericano destinado en Cheshire (Inglaterra), era director de banda y su madre, inglesa, era una gran aficionada a la música. Su hermano Richard es un afamado cantante de ópera de Nueva York.
En 1969, Holmes se casó con su amiga de la infancia Elizabeth "Liza" Wood Dreifuss, una abogada. Su hija Wendy Holmes falleció repentinamente en 1986, a la edad de 10 años, luego de que le diagnosticaran un tumor cerebral. Tiene otros 2 hijos, Nick y Timoteo, el último de los cuales padece de autismo.

### Carrera musical
Con 20 años, Holmes trabajaba como músico de sesión así como produciendo, arreglando y componiendo. Con Ron Dante (creador de The Archies) pone en marcha un grupo de estudio, The Street People, con el que publica en 1970 "Jennifer Tomkins", que alcanza el Top 40, permaneciendo quince semanas en el Top 100. Siguió escribiendo jingles y canciones para otros como The Buoys, para quienes compuso en 1971 temas como Timothy, Give up your guns y The prince of thieves. También escribió canciones para Gene Pitney, The Platters, The Drifters, Wayne Newton, Dolly Parton, Barry Manilow y The Partridge Family.
En 1974 publicó su primer álbum en solitario, Widescreen, en el que ya presentaba sus románticas y orquestadas "canciones con historia" contadas con ingenio y humor. Barbra Streisand descubrió el álbum y pidió usar alguno de sus temas en su film A star is born. Esto le dio a Holmes relevancia como compositor y en 1975 escribió más temas para el álbum de Barbra "Lazy Afternoon", cuya producción y arreglos realizó el músico, así como la de cinco álbumes más de Streisand. Continuó publicando álbumes como "Rupert Holmes" (1975), "Singles" (1977) y "Pursuit of Happiness" (1978).
Su quinto álbum, "Partners in Crime" de 1979, contenía el tema "Escape", que con su ritmo machacón y su ingeniosa letra cautivaron a medio mundo, consiguiendo Rupert con él el último n.º 1 en USA de la década de los setenta.
Otros hits del mismo álbum fueron "The answering machine", "Him" que fue también un gran hit, "Nearsighted" y "The People That You Never Get to Love". 
En los años ochenta actuó en numerosas ocasiones en cabarets y clubs, especialmente de Nueva York. Sus siguientes álbumes, "Adventure" (1980) y "Full Circle" (1981) tuvieron menos relevancia. En 1986 escribió el libreto y la música del musical de Broadway The Mistery of Edwin Drood, por el que obtuvo dos premios Tony. Desde principios de los años noventa escribe con éxito obras de teatro, adaptaciones para musicales y guiones para TV. En 2003 publicó su primera novela, "Where the truth lies".

## Discografía

### Álbumes
1. Widescreen.  1974 (Epic: KE 32864 or AL 32864)
2. Rupert Holmes.  1975 (Epic: KE33443)
3. Singles.  1976 (Epic: 34288)
4. Pursuit of Happiness.  1978 (Private Stock/MCA: MCA 3241)
5. Partners in Crime.  1979 (Infinity/MCA: INF 9020)
6. Adventure.  1980 (MCA: 5129)
7. Full Circle.  1981 (Electra: P-11086E)
8. Billboard Top Hits 1980.  1991 (Rhino: 70674)
9. Scenario.  1994 (Victor: VICP-5469)
10. Epoch Collection.  1994 (Varese Sarabande: VSD-5520)
11. Widescreen (Re-Issue).  1995 (Varese Sarabande: VSD-5545)
12. The Best of Rupert Holmes.  1998 (Half Moon/Universal: HMNCD 037)
13. Rupert Holmes / Greatest Hits.  2000 (Hip-O/Universal: 314 541 557-2)
14. Widescreen - The Collector's Edition.  2001 (Fynsworth Alley: 302 062 1162) (with eleven cuts not previously released).
15. Cast of Characters - The Rupert Holmes Songbook.  2005 (Hip-O/Universal: B0004263-02)
16. The Mystery of Edwin Drood. Original Broadway Cast Recording.  Polygram

### Sencillos
| Año                                     | Sencillo                          | Posición Máxima en las listas | Posición Máxima en las listas | Posición Máxima en las listas | Posición Máxima en las listas | Posición Máxima en las listas | Posición Máxima en las listas | Álbum                |
| Año                                     | Sencillo                          | US Hot 100                    | US AC                         | CAN                           | NED                           | NZ                            | UK                            | Álbum                |
| --------------------------------------- | --------------------------------- | ----------------------------- | ----------------------------- | ----------------------------- | ----------------------------- | ----------------------------- | ----------------------------- | -------------------- |
| 1974                                    | "Terminal"                        | -                             | -                             | -                             | -                             | -                             | -                             | Widescreen           |
| 1974                                    | "Talk"                            | -                             | -                             | -                             | -                             | -                             | -                             | Widescreen           |
| 1974                                    | "Our National Pastime"            | -                             | -                             | -                             | -                             | -                             | -                             | Widescreen           |
| 1975                                    | "I Don't Want To Hold Your Hand"  | -                             | -                             | -                             | -                             | -                             | -                             | Rupert Holmes        |
| 1975                                    | "Deco Lady"                       | -                             | -                             | -                             | -                             | -                             | -                             | Rupert Holmes        |
| 1976                                    | "Weekend Lover"                   | -                             | -                             | -                             | -                             | -                             | -                             | Singles              |
| 1976                                    | "Who, What, When, Where, Why"     | -                             | -                             | -                             | -                             | -                             | -                             | Singles              |
| 1978                                    | "Bedside Companions"              | -                             | -                             | -                             | -                             | -                             | -                             | Pursuit Of Happiness |
| 1978                                    | "Let's Get Crazy Tonight"         | 72                            | -                             | 59                            | -                             | -                             | -                             | Pursuit Of Happiness |
| 1979                                    | ""Escape (The Piña Colada Song)"" | 1                             | 8                             | 1                             | 21                            | 4                             | 23                            | Partners in Crime    |
| 1980                                    | "Him"                             | 6                             | 4                             | 14                            | 18                            | 8                             | 31                            | Partners in Crime    |
| 1980                                    | "Answering Machine"               | 32                            | 12                            | 85                            | -                             | -                             | -                             | Partners in Crime    |
| 1980                                    | "Morning Man"                     | 68                            | 21                            | -                             | -                             | -                             | -                             | Adventure            |
| 1981                                    | "Blackjack"                       | -                             | -                             | -                             | -                             | -                             | -                             | Adventure            |
| 1981                                    | "I Don't Need You"                | 56                            | 21                            | -                             | -                             | -                             | -                             | Adventure            |
| 1981                                    | "Loved By The One You Love"       | -                             | 35                            | -                             | -                             | -                             | -                             | Full Circle          |
| 1982                                    | "The End"                         | -                             | 31                            | -                             | -                             | -                             | -                             | Full Circle          |
| "–" denotes releases that did not chart |                                   |                               |                               |                               |                               |                               |                               |                      |

## Otros trabajos

### Teatro
- Drood (originalmente como The Mystery of Edwin Drood)
- Twelfth Night
- Accomplice
- The Hamburger Hamlet
- Solitary Confinement
- Goosebumps
- Say Goodnight, Gracie
- Thumbs
- Marty
- Curtains
- Swango
- The Picture of Dorian Gray
- The First Wives' Club – The Musical
- Robin and the 7 Hoods

### Filmografía y proyectos de televisión
- Remember WENN
- Hi Honey I'm Home
- No Small Affair
- Five Savage Men
- A Star Is Born
- Art in Heaven
- The Christmas Raccoons (voces)[2]

### Libros
- Swing
- Where the Truth Lies
- The McMasters Guide To Homicide:  Murder Your Employer